# Квинт Фабий Вибулан (консул 485 года до н. э.)
Квинт Фабий Вибулан (лат. Quintus Fabius Vibulanus; ум. 480 до н. э.) — римский политик и военачальник, консул 485 и 482 годов до н. э.
Брат Цезона и Марка Фабиев. В 485 году до н. э. стал первым консулом из рода Фабиев. По словам Дионисия Галикарнасского, Фабий, как и его коллега Корнелий Малугинский, был ещё молод, но по своей знатности, богатству и числу сторонников был одним из самых выдающихся патрициев. Начиная с этого года, в течение семи лет одна из консульских должностей неизменно принадлежала одному из братьев Фабиев. В его консульство был осужден за преступление против отечества и казнен Спурий Кассий, прошлогодний консул, предложивший в интересах плебеев земельный закон. Одним из обвинителей был брат Квинта квестор Цезон Фабий.
Квинт Фабий совершил поход на эквов и вольсков. Войско последних он запер в каком-то городе, а потом голодом принудил к сдаче. Добыча и пленные были проданы, но воинам ничего не досталось, так как все деньги консул передал в казну. «Из-за этого консула само имя Фабиев стало ненавистно плебеям».
В 482 году до н. э. снова был избран консулом. Плебеи проголосовали за него, так как не хотели, чтобы должность досталась Аппию Клавдию, одному из самых влиятельных и наиболее враждебных народу аристократов. По словам Дионисия, в его консульство римляне официально объявили войну Вейям. Фабий с коллегой Юлием Юлом некоторое время стояли с войсками под Вейями, но так как этруски на бой не вышли, опустошили местность насколько смогли и вернулись в Рим.
В 480 году до н. э. в ранге легата командовал левым крылом римской армии в битве при Вейях, и то ли был убит, то ли смертельно ранен, когда этруски обошли римские порядки и нанесли удар во фланг.